# Gazimagomed Jalidov
Gazimagomed Shamilovich Jalidov Gafurova  (en ruso: Газимагомед Шамилович Халидов; Jasaviurt, Rusia, 16 de marzo de 1995) es un deportista español de origen daguestano que compite en boxeo.
Ganó una medalla de bronce en el Campeonato Mundial de Boxeo Aficionado de 2023, en el peso semipesado. Participó en los Juegos Olímpicos de Tokio 2020, ocupando el quinto lugar en el mismo peso.
Nacido en Daguestán (Rusia), llegó a España como refugiado a los catorce años junto con su madre y sus cuatro hermanos, residiendo en la ciudad de Logroño.

## Palmarés internacional
| Campeonato Mundial | Campeonato Mundial   | Campeonato Mundial | Campeonato Mundial |
| Año                | Lugar                | Medalla            | Categoría          |
| ------------------ | -------------------- | ------------------ | ------------------ |
| 2023               | Taskent (Uzbekistán) | Medalla de bronce  | 80 kg              |